# 屯門栢麗廣場
屯門栢麗廣場（英語：Tuen Mun Parklane Square）是位於香港新界屯門屯喜路2號的一座甲級商業大廈，於1997年落成。該大廈樓高24層，總建築面積約310,000平方呎，採用分散業權形式擁有。

## 建築特色
屯門栢麗廣場為區內罕有的甲級商業大廈，由三部分組成，包括寫字樓、商場及停車場。寫字樓部分位於12至27樓，單位面積由636至19,055平方呎不等；商舖則分布於地下至3樓，面積由182至29,974平方呎。大廈配備7部乘客升降機及1部貨運升降機。

## 設施與服務
大廈基座設有零售樓層，提供多元化商業服務。物業管理由怡信物業管理有限公司負責，提供24小時中央監察服務，包括保安、消防、空調及升降機設施維護等。大廈設有無障礙設施，包括輪椅升降台、暢通易達洗手間及平坦斜道，方便行動不便人士使用。
停車場設施包括：
- 私人停車場：LB2、B2、B1、地下及8至11樓，共332個車位
- 公眾停車場：5至8樓，共300個車位

## 交通
屯門栢麗廣場距離港鐵屯馬綫屯門站約10分鐘步程（C3出口）。附近公共交通選擇包括：
- 輕鐵：市中心站（505、507、614、614P、751線），步行約3分鐘
- 巴士：屯門大會堂站（52X、60M、60X、61X等路線），步行約2分鐘
- 跨境交通：前往深圳灣口岸的B3X巴士線

## 租售情況
大廈單位可供出售及出租，租金約為每平方呎25.35至32港元（截至2024年數據）。管理費及空調費約為每平方呎2.7港元。近期租務成交包括18樓07室（827平方呎）及15樓03室（786平方呎）等單位。